# Kanton Hoof
Der Kanton Hoof war eine Verwaltungseinheit im Distrikt Kassel des Departements der Fulda im napoleonischen Königreich Westphalen. Hauptort des Kantons und Sitz des Friedensgerichts für den Kanton war der Ort Hoof im heutigen Landkreis Kassel. Der Kanton umfasste acht Dörfer, hatte 3.662 Einwohner und eine Fläche von 1,49 Quadratmeilen.
Zum Kanton gehörten die Kommunen:
- Hoof
- Altenhasungen
- Breitenbach
- Burghasungen
- Ehlen, mit Gut Bodenhausen, dem Vorwerk Kalenberg[3] und der Ölmühle
- Martinhagen, mit Großenhof
- Oelshausen, mit Ropperode
- Wenigenhasungen